# 근본번뇌
근본번뇌(根本煩惱, 산스크리트어: mūla-kleśa, 영어: root kleshas)는 탐(貪) · 진(瞋) · 만(慢) · 무명(無明) · 견(見) · 의(疑)의 6가지 번뇌성의 마음작용들을 말한다.  이들 중 무명(無明)은 치(癡)라고도 한다. 그리고 여기서  견(見)은  모든 견해를 말하는 것이 아니다. 악견(惡見) 즉 부정견(不正見)을 뜻한다. 즉 유신견 · 변집견 · 사견 · 견취 · 계금취의 5견(五見)을 말한다.
근본번뇌는 모든 번뇌의 근본이 된다. 그런 뜻에서 근본번뇌(根本煩惱) 또는 수면(隨眠)이라고 한다. 이들 6가지 번뇌성의 마음작용들, 즉 6가지 번뇌(煩惱)를 6근본번뇌(六根本煩惱) 또는 6수면(六隨眠)이라고 한다. 한편 유식유가행파의 소의 논서인 《유가사지론(瑜伽師地論)》 제66권에서는 탐(貪) · 진(瞋) · 치(癡)를 3근본번뇌 또는 3종근본번뇌(三種根本煩惱)라고 칭하고 있다.
근본번뇌는 본번뇌(本煩惱), 근본혹(根本惑) 또는 본혹(本惑)이라고도 한다. 또한 '근본번뇌'라는 말을 줄여서 그냥 번뇌(煩惱)라고도 한다. 그리고, 근본번뇌로부터 일어나는 2차적인 번뇌를 수번뇌(隨煩惱)라고 한다.  예를 들어, 부파불교의 설일체유부와 대승불교의 유식유가행파에 따르면 질(嫉: 시기, 질투)은 근본번뇌 가운데 진(瞋: 미워함, 손상시키고 싶어함, 성냄)으로부터 생겨나는 수번뇌이다.

## 정의

### 6근본번뇌·6수면
탐(貪) · 진(瞋) · 만(慢) · 치(癡) · 의(疑) · 악견(惡見)의 6가지 번뇌성의 마음작용이다. 이는 모든 번뇌의 근본이 된다. 이런 뜻에서 6근본번뇌(六根本煩惱) 또는 6수면(六隨眠)이라고 한다. 달리 말하면, 모든 번뇌(煩惱)의 본질을 분류해 보면 종국적으로 이들 6가지 번뇌성의 마음작용으로 나눌 수 있음을 의미한다.
근본번뇌를 수면(隨眠)이라고도 한다. 부파불교의 설일체유부의 교학에서는 이들 6가지 근본번뇌를 6수면(六隨眠)이라 한다. 한편 번뇌는 혹(惑: 깨달음을 장애하는 것)이라고도 한다.

### 3근본번뇌
불교 일반에서는, 탐(貪) · 진(瞋) · 치(癡) 3가지는 특히 모든 불선(不善)의 뿌리 또는 근본이 된다는 뜻에서 3불선근 또는 간단히 불선근이라고 한다.  여기서 불선(不善, 惡:)은 번뇌와 다른 개념이다. 불선은 번뇌에 포함된다. 참고: 염오, 잡염
이에 비해, 유식유가행파의 소의 논서인 《유가사지론(瑜伽師地論)》 제66권에서는 탐(貪) · 진(瞋) · 치(癡)를 3가지 근본번뇌[三種根本煩惱]라고 칭하고 있다.

### 법체계에서의 근본번뇌
대승불교의 유식유가행파와 법상종의 5위 100법의 법체계에서는 6가지 근본번뇌가 모두 그대로 심소법(心所法: 51가지) 에 속한다.
그리고 그 가운데 번뇌심소(煩惱心所: 6가지) 그룹을 이룬다.
이와는 달리, 부파불교의 설일체유부의 5위 75법의 법체계에서는, 6가지 근본번뇌 즉 6수면(六隨眠) 가운데 탐(貪) · 진(瞋) · 만(慢) · 의(疑)의 4가지 마음작용은 심소법(心所法: 46가지) 중 부정지법(不定地法: 8가지) 그룹에 속한다. 그리고 치(癡)는 대번뇌지법(大煩惱地法: 6가지) 그룹에 속한다. 그러나, 악견(惡見)은 표면적으로는 어느 그룹에도 속하지 않는다. 설일체유부에서는 악견(惡見)은 혜(慧: 판단) 마음작용의 그릇된 상태라고 보기 때문이다. 따라서 어느 그룹에도 악견(惡見) 또는 부정견(不正見) 또는 견(見)이라는 명칭이 등장하지 않는 것일 뿐이다. 한편 설일체유부에서 혜(慧: 판단)는 대지법(大地法: 10가지) 그룹에 속한다. 따라서 악견(惡見)은 실제로는 대지법(大地法: 10가지) 그룹에 속한다.

## 작용
《구사론》을 비롯한 불교 일반에 따르면, 세간의 차별은 생주(生主, 산스크리트어: Prajapati)나 자재천(自在天, 산스크리트어: Mahesvara)과 같은 초월적인 존재에 의해 생기는 것이 아니다. 또한 만물의 근원적 원리의 의지와 욕구[欲覺] 또는 변현(變現)에 의해 생기는 것도 아니다. 세간의 차별은 모두 유정들이 짓는 업(業)으로 말미암아 생긴다., 한편 업은 수면(隨眠, anusaya) 즉 근본번뇌로 말미암아 비로소 생겨나고 증장된다. 즉, 수면을 떠난 상태의 업은 유(有)를 초래할 만한 공능[能, 功能]을 갖지 않는다. 이는 달리 말하면, 수면(근본번뇌)가 유(有)의 근본이 됨을 말한다. 여기서 유는 욕유 · 색유 · 무색유의 3유를 말한다. 그리고 유(有)는 윤회하는 삶을 뜻한다. 또는 윤회할 수밖에 없는 조건을 갖춘 상태의 삶을 뜻한다. 따라서 수면(근본번뇌)이 유(有)의 근본이 된다. 이는 곧 수면(근본번뇌)이 윤회의 근본이 된다는 것과 같은 말이다. 그리고 이는 12연기의 유전연기의 근본이 된다는 것과 같은 말이다.
《구사론》에 따르면, 수면(근본번뇌)이 유(有) 즉 윤회하는 삶의 근본이 된다. 그 이유는 근본번뇌가 현행할 때 다음의 10가지 작용을 일으키기 때문이다. 달리 말하면, 근본번뇌는 다음의 10가지 이유로 인해 유(有)의 근본이 된다. 즉, 근본번뇌는 다음 10가지 작용을 한다. 때문에 업은 유(有) 즉 윤회를 초래할 공능[能, 功能 능력 또는 작용력]을 갖게 된다.
1. 견근본(堅根本): 근본(根本)을 견고하게 한다. 즉, 번뇌의 득(획득)과 성취를 견고하게 한다.
2. 입상속(立相續): 번뇌의 상속을 일으킨다.
3. 치자전(治自田): 소의신[自田]을 번뇌를 일으키기에 적합한 상태로 만든다.
4. 인등류(引等流): 등류(等流)인 수번뇌(隨煩惱)를 끌어오고 일으킨다.
5. 발업유(發業有): 업유(業有)를 일으킨다. 즉 후유(後有)를 초래하는 업을 일으킨다.
6. 섭자구(攝自具): 자구(自具: 스스로의 원인)를 포섭한다. 즉 근본번뇌 자신의 자량이 되는 비리작의(非理作意 ; 참답지 못한 사유)를 포섭한다.
7. 미소연(迷所緣): 바른 지혜[正慧]를 손상시켜 소연에 대해 미혹하게 한다.
8. 도식류(導識流): 식(識)의 흐름을 인도한다. 즉, 후유의 소연에 대해 능히 속생(續生)의 식을 일으킨다. 그리고 온갖 소연에 대해 염오식을 낳는다.
9. 월선품(越善品): 선(善)을 어기게 한다.
10. 광박의(廣縛義): 널리 속박하여 자계(自界)와 자지(自地)를 초월하지 못하게 한다. 즉 유정 각자의 현재의 계(界)와 지(地)를 초월하지 못하게 한다.

모든 번뇌를 근본번뇌와 수번뇌로 나눌 수 있다. 수번뇌는 근본번뇌로부터 2차적으로 발생하는 번뇌다. 그렇기 때문에 근본번뇌의 기본적인 작용을 그대로 지닌다. 그러므로 위에 열거된 근본번뇌의 10가지 작용은 또한 모든 수번뇌도 공통적으로 가지는 작용이다. 따라서 이는 모든 번뇌가 가지는 공통적인 작용이다.
한편, 무착의 《현양성교론》에서는 다음의 5가지 작용들을 모든 번뇌의 공통적인 작용으로 들고 있다.
1. 상대되는 선(善)을 장애한다. 예를 들어 탐(貪)은 무탐(無貪)을 장애한다.
2. 보리(菩提)의 증득을 위한 자량(資糧: 자재와 식량, 즉 선근과 공덕)이 원만해지는 것을 장애한다.
3. 자신과 남에게 손해를 입힌다[損害自他].
4. 악도(惡道)에 떨어지게[趣] 한다.
5. 해당 번뇌 자체를 증장시킨다. 예를 들어 탐(貪)은 탐(貪)을 증장시킨다.

## 번뇌와 12연기
번뇌(煩惱) · 업(業) · 유(有: 즉 윤회)를 원인[因]과 결과[果]의 관점에서 나누면, 번뇌(煩惱)와 업(業)은 원인이다. 그리고 유(有)는 결과로 나눌 수 있다. 한편, 다시 번뇌와 업은 서로 원인과 결과의 관계에 있다. 안혜의 《대승광오온론》에서는 12연기의 각 지분들을 원인으로서의 번뇌 · 업, 결과로서의 유(즉 윤회)로 나눈다. 그래서 아래 목록과 같이 구분하고 있다. 즉, 《대승광오온론》에서는 12연기를 원인과 결과의 관점에서 바라보는 시각을 제공하고 있다. 보다 세밀하게 말하면, 번뇌 · 업 · 유(즉 윤회)의 관점에서 바라보는 시각을 제공하고 있다. 여기서 안혜는 유(有)를 생과 노사라는 결과를 일으키는 원인 즉 업으로 파악하고 있다. 여기서 유(有)는 12연기의 제10지분인이다. 이는 욕유 · 색유 · 무색유의 3계의 삶을 말한다. 그런데 이는 한편에서 보면 다음 생과 그에 따른 노사의 원인으로서의 업이다. 그리고 또 다른 한편에서 보면 결과로서의 현재 상태다.  즉 현생의 삶이다. 이처럼 안혜는 12연기를 원인과 결과관점에서 해석한다, 즉 번뇌 · 업 · 유(즉 윤회)의 관점에서 해석한다. 그래서 안혜는 제10지분인 유(有)를 업으로 파악하고 있다.
- 원인
  - 번뇌: ① 무명
  - 업: ② 행
- 결과: ③ 식, ④ 명색, ⑤ 6입, ⑥ 촉, ⑦ 수
- 원인
  - 번뇌: ⑧ 애, ⑨ 취
  - 업: ⑩ 유
- 결과: ⑪ 생, ⑫ 노사

## 같이 보기
- 번뇌
- 잡염
- 6수면 · 7수면 · 10수면
- 불선근
- 4근본번뇌
- 수번뇌
- 5주지번뇌

## 참고 문헌
- 곽철환 (2003). 《시공 불교사전》. 시공사 / 네이버 지식백과. |title=에 외부 링크가 있음 (도움말)
- 권오민 (2003). 《아비달마불교》. 민족사.
- 미륵 지음, 현장 한역, 강명희 번역 (K.614, T.1579). 《유가사지론(瑜伽師地論)》. 한글대장경 검색시스템 - 전자불전연구소 / 동국역경원. K.570(15-465), T.1579(30-279). |title=에 외부 링크가 있음 (도움말)
- 세친 지음, 현장 한역, 권오민 번역 (K.955, T.1558). 《아비달마구사론》. 한글대장경 검색시스템 - 전자불전연구소 / 동국역경원. K.955(27-453), T.1558(29-1). |title=에 외부 링크가 있음 (도움말)
- 세친 지음, 현장 한역, 송성수 번역 (K.644, T.1614). 《대승백법명문론》. 한글대장경 검색시스템 - 전자불전연구소 / 동국역경원. K.644(17-808), T.1614(31-855). |title=에 외부 링크가 있음 (도움말)
- 운허.  동국역경원 편집, 편집. 《불교 사전》. |title=에 외부 링크가 있음 (도움말)
- 호법 등 지음, 현장 한역, 김묘주 번역 (K.614, T.1585). 《성유식론》. 한글대장경 검색시스템 - 전자불전연구소 / 동국역경원. K.614(17-510), T.1585(31-1). |title=에 외부 링크가 있음 (도움말)
- 황욱 (1999). 《무착[Asaṅga]의 유식학설 연구》. 동국대학원 불교학과 박사학위논문.
- (중국어) 미륵 조, 현장 한역 (T.1579). 《유가사지론(瑜伽師地論)》. 대정신수대장경. T30, No. 1579. CBETA. |title=에 외부 링크가 있음 (도움말)
- (중국어) 星雲. 《佛光大辭典(불광대사전)》 3판. |title=에 외부 링크가 있음 (도움말)
- (중국어) 세친 조, 현장 한역 (T.1558). 《아비달마구사론(阿毘達磨俱舍論)》. 대정신수대장경. T29, No. 1558, CBETA. |title=에 외부 링크가 있음 (도움말)
- (중국어) 세친 조, 현장 한역 (T.1614). 《대승백법명문론(大乘百法明門論)》. 대정신수대장경. T31, No. 1614, CBETA. |title=에 외부 링크가 있음 (도움말)
- (중국어) 호법 등 지음, 현장 한역 (T.1585). 《성유식론(成唯識論)》. 대정신수대장경. T31, No. 1585, CBETA. |title=에 외부 링크가 있음 (도움말)